# Référendum constitutionnel français de 1958
Le référendum constitutionnel français du 28 septembre 1958, proposé sous la présidence de la République de René Coty par le gouvernement dirigé par Charles de Gaulle dans le cadre de la crise de mai 1958, demande aux Français de ratifier le projet de Constitution proposé par ce dernier.
Confortée par plus des quatre cinquièmes des voix, la nouvelle constitution est promulguée le 4 octobre 1958. La Cinquième République est proclamée le jour suivant.
Le référendum vise également à la création de la Communauté française en Afrique française. Si un territoire d'outre-mer ou un territoire africain vote non, le territoire devient indépendant sous les plus brefs délais. Seule la Guinée a rejeté la constitution et notamment son titre consacré à la Communauté, et proclame son indépendance dès le 2 octobre 1958.

## Rédaction
Conformément à la loi constitutionnelle du 3 juin 1958, le projet de constitution est établi par le gouvernement sous l'égide du président du Conseil Charles de Gaulle et de Michel Debré. Il est ensuite soumis à l'avis du Comité consultatif constitutionnel, composé de membres du Parlement et de personnalités nommées par l'exécutif, et à l'avis du Conseil d’État. Le projet définitif est adopté en conseil des ministres le 3 septembre 1958, et présenté le lendemain par Charles de Gaulle sur la place de la République, à Paris avant sa mise à référendum, imposée par la loi constitutionnelle.

## Positions des Partis Politiques
Les partis qui militèrent en faveur du oui au référendum pour l'établissement de la Ve République :
- SFIO
- Parti radical
- MRP
- Mouvements gaullistes
- CNIP

A contrario, les partis qui firent campagne pour le non :
- PCF
- Union des forces démocratiques (UFD) :
  - Union de la gauche socialiste (UGS) ;
  - Parti socialiste autonome (PSA, scission de la SFIO) ;
  - UDSR (notamment François Mitterrand) ;
  - Aile gauche du Parti radical (notamment Pierre Mendès France).

## Résultats (métropole et outre-mer)
| Choix                     | Votes      | %     |
| ------------------------- | ---------- | ----- |
| Pour                      | 31 123 483 | 82,60 |
| Contre                    | 6 556 073  | 17,40 |
|                           |            |       |
| Votes valides             | 37 679 556 | 98,90 |
| Votes blancs et invalides | 418 297    | 1,10  |
| Total                     | 38 097 853 | 100   |
| Abstentions               | 9 151 289  | 19,37 |
| Inscrits / Participation  | 47 249 142 | 80,63 |

Approuvez-vous la Constitution qui vous est proposée par le Gouvernement de la République ?
| Oui : 31 123 483 (82,60 %) |  |  | Non : 6 556 073 (17,40 %) |
| ▲                          |  |  |                           |
| Majorité absolue           |  |  |                           |

## Résultats par territoires
| Territoire                         | Inscrits   | Votants    | %     | blancs nuls | Oui        | %     | Non       | %     |
| ---------------------------------- | ---------- | ---------- | ----- | ----------- | ---------- | ----- | --------- | ----- |
| Europe                             |            |            |       |             |            |       |           |       |
| France métropolitaine              | 26 603 464 | 22 596 850 | 84,94 | 303 549     | 17 668 790 | 79,26 | 4 624 511 | 20,74 |
| Afrique française du nord          |            |            |       |             |            |       |           |       |
| Algérie                            | 4 412 171  | 3 515 210  | 79,67 | 38 816      | 3 357 763  | 96,59 | 118 631   | 3,41  |
| Sahara                             | 282 099    | 236 312    | 83,77 | 910         | 232 113    | 98,60 | 3 289     | 1,40  |
| Afrique occidentale française      |            |            |       |             |            |       |           |       |
| Côte d'Ivoire                      | 1 636 533  | 1 596 610  | 97,56 | 1 156       | 1 596 610  | 99,99 | 216       | 0,01  |
| Dahomey                            | 775 170    | 431 407    | 55,65 | 3 198       | 418 963    | 97.84 | 9 246     | 2,16  |
| Guinée française                   | 1 408 500  | 1 203 875  | 85,47 | 10 570      | 56 981     | 4,78  | 1 136 324 | 95,22 |
| Haute-Volta                        | 1 914 908  | 1 431 167  | 74,74 | 3 829       | 1 415 651  | 99,18 | 11 687    | 0,82  |
| Mauritanie                         | 382 870    | 322 451    | 84,22 | 1 307       | 302 018    | 94,04 | 19 126    | 5,96  |
| Niger                              | 1 320 174  | 493 953    | 37,42 | 19 175      | 372 383    | 78,43 | 102 395   | 21,57 |
| Sénégal                            | 1 106 828  | 893 369    | 80,71 | 1 106       | 870 362    | 97,55 | 21 901    | 2,45  |
| Soudan français                    | 2 142 266  | 972 197    | 45,38 | 2 736       | 945 586    | 97,54 | 23 875    | 2,46  |
| Afrique équatoriale française      |            |            |       |             |            |       |           |       |
| Gabon                              | 265 161    | 208 600    | 78,67 | 3 022       | 190 334    | 92,58 | 15 244    | 7,42  |
| Moyen-Congo                        | 433 403    | 342 350    | 78,99 | 2 133       | 339 436    | 99,38 | 781       | 0,62  |
| Oubangui-Chari                     | 625 663    | 496 675    | 79,38 | 3 553       | 487 033    | 98,77 | 6 089     | 1,23  |
| Tchad                              | 1 243 450  | 823 015    | 66,19 | 4 628       | 804 355    | 98,29 | 14 032    | 1,71  |
| territoire sous tutelle en Afrique |            |            |       |             |            |       |           |       |
| Cameroun*                          | 13 400     | 11 404     | 85,10 | 1228        | 10 544     | 96,62 | 368       | 3,37  |
| Togo*                              | 2 217      | 1919       | 86,55 | 3           | 1 775      | 92,64 | 141       | 7,35  |
| océan indien français              |            |            |       |             |            |       |           |       |
| La Réunion                         | 124 144    | 90 419     | 72,83 | 1 868       | 83 406     | 94,18 | 5 145     | 5,81  |
| Madagascar                         | 2 154 939  | 1 767 475  | 82,02 | 11 859      | 1 363 059  | 77,64 | 392 557   | 22,36 |
| Comores                            | 71 899     | 65 930     | 91,69 | 263         | 63 899     | 97,3  | 1 768     | 2,69  |
| Côte française des Somalis         | 15 914     | 11 583     | 72,78 | 70          | 8 662      | 75,24 | 2 851     | 24,76 |
| Pacifique francais                 |            |            |       |             |            |       |           |       |
| Nouvelle-Calédonie                 | 35 163     | 27 028     | 76,86 | 443         | 26 085     | 98,12 | 500       | 1,88  |
| Nouvelle-Hébrides*                 | 822        | 577        | 70,02 | 18          | 536        | 95,88 | 23        | 4,11  |
| Wallis-et-Futuna*                  | 46         | 46         | 100   | 0           | 46         | 100   | 0         | 0     |
| Polynésie française                | 30 950     | 25 247     | 81,57 | 99          | 16 196     | 64,40 | 8 952     | 35,60 |
| Amérique française                 |            |            |       |             |            |       |           |       |
| Saint-Pierre-et-Miquelon           | 2 802      | 2 598      | 92,72 | 227         | 2 325      | 98,06 | 46        | 1,94  |
| Guyane                             | 12 193     | 7 758      | 63,62 | 133         | 7 238      | 94,92 | 387       | 5,07  |
| Guadeloupe                         | 104 399    | 69 230     | 66,31 | 13 863      | 53 945     | 78,9  | 14 422    | 21,09 |
| Martinique                         | 132 399    | 79 591     | 60,11 | 14          | 78 598     | 93,85 | 5 145     | 6,14  |

*Les territoires sous tutelles et protectorats ne faisant pas partie de la France, seuls les citoyens français vivants sur les territoires ont pu voter au référendum.

### Résultats enAlgérie
Concernant la signification du référendum en Algérie, le général de Gaulle déclare le 29 août 1958 :
« Par leur vote, les habitants de l’Algérie vont fournir une réponse à la question de leur propre destin. Les bulletins qu’ils mettront dans l’urne auront, sur un point capital, une claire signification. Pour chacun, répondre « oui » dans les circonstances présentes, cela voudra dire, tout au moins, que l’on veut se comporter comme un Français à part entière et que l’on croit que l’évolution nécessaire de l’Algérie doit s’accomplir dans le cadre français »
Si de Gaulle donne des consignes pour que la liberté de vote en Algérie soit totale, Jacques Soustelle, en tant que ministre de l'Information, et les autorités militaires d'Algérie s'efforcent d'obtenir la victoire du « oui ». Une intense propagande et des entraves répétées à la liberté d'expression des partisans du « non » ont lieu.

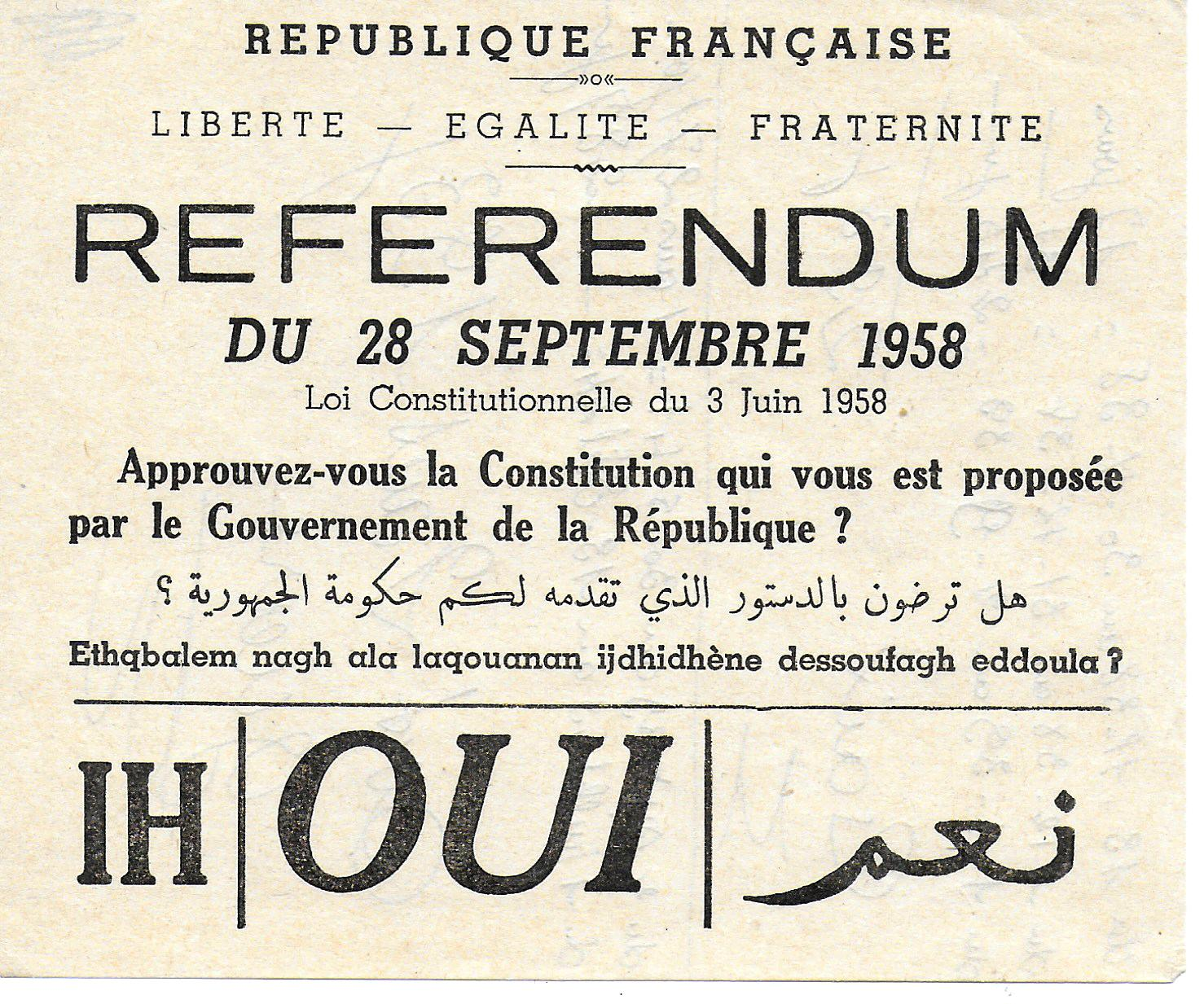

96 % des votants algériens, Européens et musulmans, soit 75 % des 4 412 171 électeurs inscrits, disent OUI à la nouvelle constitution, malgré les appels en faveur du boycott lancé par le FLN. Il s'agit du premier scrutin auquel les femmes algériennes participent,.

Après les résultats du référendum en Algérie, de Gaulle déclare le 3 octobre à Constantine : 
« Trois millions et demi d'hommes et de femmes d'Algérie, sans distinction de communauté et dans l'égalité totale, sont venus des villages de toutes les régions et des quartiers de toutes les villes apporter à la France et à moi-même le bulletin de leur confiance. Ils l'ont fait tout simplement sans que nul ne les y contraigne et en dépit des menaces que des fanatiques font peser sur eux, sur leurs familles et sur leurs biens. Il y a là un fait aussi clair que l'éclatante lumière du ciel. Et ce fait est capital… pour cette raison qu'il engage l'une envers l'autre et pour toujours l'Algérie et la France »
La consigne de boycott donnée par le FLN n’est pas suivie. De Gaulle y voit un acte de confiance dans sa personne, mais les ultras de l'Algérie française estiment au contraire le « ralliement à peu près unanime des masses musulmanes à l'intégration » à la France.
Après le référendum cependant, De Gaulle tient des discours à Oran et à Constantine les 2 et 3 octobre, où il n'utilise pas le terme d'intégration. Le 23 octobre, il propose la « paix des braves » au FLN et exige que l'armée soit ramenée à des tâches exclusivement militaires, notamment que soient retirés les officiers des Comités de salut public (CSP), avec pour réaction des partisans de l'Algérie française une tentative ratée de grève générale.

### Résultats enGuinée
Avec le Niger et la Polynésie française, la Guinée était l’un des deux seuls territoires où le principal parti politique a fait campagne pour un vote « non » et a finalement été la seule colonie à rejeter la constitution et à opter pour l’indépendance. Le Parti démocratique de Guinée dirigé par Ahmed Sékou Touré, qui avait remporté tous les sièges sauf quatre lors de l’élection de l’Assemblée territoriale l’année précédente, a poussé au rejet de la constitution et, le 19 octobre, le parti a rompu ses liens avec le Rassemblement démocratique africain, dont les autres membres étaient favorables au maintien des liens avec la France.

### Sources
- La promulgation de la constitution 4 octobre 1958
- Lucien Neuwirth, Référendum du 28 septembre 1958, vidéo sur Ina.fr